# Bataille de Cassel, 23 août 1328
La Bataille de Cassel, 23 août 1328 est un tableau de Henry Scheffer, peint en 1837. Il s'agit de l'une des œuvres visibles dans la galerie des batailles, au château de Versailles, en France.

## Description
La Bataille de Cassel est une huile sur toile, de 4,65 m de haut sur 5,43 m de long. Elle représente une scène de la bataille de Cassel, en 1328.

## Localisation
L'œuvre est située dans la galerie des batailles, dans le château de Versailles. Les toiles de la galerie étant disposées par ordre chronologique, elle est placée entre celles représentant la bataille de Mons-en-Pévèle (1304) et la bataille de Cocherel (1364).

## Historique
En 1833, le roi Louis-Philippe, au pouvoir depuis 3 ans, décide de convertir le château de Versailles en musée historique de la France. La galerie des batailles est inaugurée en 1837. 33 toiles monumentales y sont disposées, dépeignant des épisodes militaires de l'histoire de France.
Henry Scheffer peint la toile en 1837.

## Artiste
Henry Scheffer (1798-1862) est un peintre français.